# 郡山西部第二工業団地
郡山西部第二工業団地（こおりやませいぶだいにこうぎょうだんち）とは、福島県郡山市待池台に整備された同市内最大の工業団地である。

## 概要
東北自動車道郡山インターチェンジ北西3キロメートルほどの場所に整備された。東へ2キロメートルほどの場所には幹線道路の国道49号やJRの磐越西線喜久田駅がある。総面積は約251.3ヘクタール。造成後、住所は郡山市待池台に変更された。
当初はこの工業団地のすぐ北にある郡山西部第一工業団地が先に整備される予定だったが、用地交渉などが難航して計画が遅れた結果、こちらが先に完成した。郡山西部第一工業団地の他にも、すぐ西と南に郡山ウェストソフトパーク、郡山うねめ企業団地の両工業団地が隣接する。
地内には工場の他、福島県ハイテクプラザや産業技術総合研究所福島再生可能エネルギー研究所、および待池公園や郡山市のスポーツ施設が立地する。また東部ガスの工場があるため、付近まで東北天然ガスのパイプラインが白石市から敷設されている。

## 施設

### 公的施設
- 産業技術総合研究所 福島再生可能エネルギー研究所
- 福島県ハイテクプラザ
- 郡山ウエストスポーツパーク（西部第二体育館、庭球場、スポーツ広場）
- 待池公園

### 商業施設
- ローソン 郡山西部第二工業団地店

### 工業
- 小松製作所 郡山工場
- 東レプラスチック精工 郡山工場
- AGCエレクトロニクス
- アンリツ 郡山第二事業所
- 曽田香料 郡山工場
- 三菱電機 鎌倉製作所 郡山工場
- 東京応化工業 郡山工場
- 東部ガス 福島支社 郡山工場
- 三菱ケミカル 郡山製造所
- パナソニック 郡山事業所西工場
- 日本デジタル研究所 郡山工場
- 三甲 東北第二工場
- ノボノルディスクファーマ 郡山工場
- 鬼怒川ゴム工業 郡山工場
- 白銅 福島工場
- 京セラ 福島郡山工場
- ブリヂストンタイヤサービス東日本 福島ファクトリー
- 読売新聞社 福島民友新聞 郡山工場

## 主なイベント
- 二工会納涼祭 - 7月に待池公園で開催、抽選会や一般参加型ゲームなど[2]